# 3-R-Methode
Die 3-R-Methode ist ein Werkzeug zur Untersuchung von geschlechterspezifischen Fragestellungen. 
Die Methode wurde in den 1990er Jahren in Schweden entwickelt. Sie besteht aus den Schritten Repräsentation, Ressourcen und Realisierung.
- Bei der Repräsentation wird – insbesondere durch Statistiken – die quantitative Verteilung der Geschlechter bei bestimmten Aufgabenerfüllungen untersucht.
- Bei den Ressourcen wird die Verteilung von Ressourcen wie Geld, Zeit und Raum zwischen Frauen und Männern ermittelt.
- Bei der Realisierung geht es um die Untersuchung von Ursachen für Unterschiede zwischen den Geschlechtern und die Entwicklung von Methoden zur Veränderung.

Erweitert wurde die Methode durch das vierte R
- Rechtliche Situation, bei dem untersucht wird, ob Gesetze, Verordnungen und Anweisungen ausreichenden Schutz vor Diskriminierung bieten.